# Wartość rynkowa nieruchomości
Wartość rynkowa nieruchomości – oznacza szacunkową kwotę, jaką w dniu wyceny można uzyskać za nieruchomość w transakcji sprzedaży zawieranej na warunkach rynkowych pomiędzy kupującym a sprzedającym, którzy mają stanowczy zamiar zawarcia umowy, działają z rozeznaniem i postępują rozważnie oraz nie znajdują się w sytuacji przymusowej.
Według założeń ma odwzorowywać cenę konkretnej nieruchomości, możliwą do uzyskania na konkretnie oznaczonym (co do czasu i miejsca) rynku. Ustalona „wartość rynkowa nieruchomości” jest pewnym przybliżeniem.

## Definicja w polskim prawie
Prawna definicja wartości rynkowej nieruchomości jest zawarta w art. 151 ust. 1 ustawy z 21 sierpnia 1997 o gospodarce nieruchomościami (Dz.U. z 2023 r. poz. 344):
„Wartość rynkową nieruchomości stanowi najbardziej prawdopodobna jej cena, możliwa do uzyskania na rynku, określona z uwzględnieniem cen transakcyjnych przy przyjęciu następujących założeń:
1. strony umowy były od siebie niezależne, nie działały w sytuacji przymusowej oraz miały stanowczy zamiar zawarcia umowy,
2. upłynął czas niezbędny do wyeksponowania nieruchomości na rynku i do wynegocjowania warunków umowy.”

1 września 2017 r. dokonano zmiany definicji wartości rynkowej. Zgodnie z art. 1 pkt 24 ustawą z dnia 20 lipca 2017 r. o zmianie ustawy o gospodarce nieruchomościami oraz niektórych innych ustaw (Dz.U. z 2017 r. poz. 1509):
„Wartość rynkową nieruchomości stanowi szacunkowa kwota, jaką w dniu wyceny można uzyskać za nieruchomość w transakcji sprzedaży zawieranej na warunkach rynkowych pomiędzy kupującym a sprzedającym, którzy mają stanowczy zamiar zawarcia umowy, działają z rozeznaniem i postępują rozważnie oraz nie znajdują się w sytuacji przymusowej.”
Wartość rynkową rzeczy (w tym nieruchomości) odmiennie definiują przepisy prawa finansowego, szczególnie prawa podatkowego. Zgodnie z a art. 8 pkt 3 ustawy z 28 lipca 1993 o podatku od spadków i darowizn (Dz.U. z 2024 r. poz. 1837) określa wartość rynkową następująco:
„Wartość rynkową rzeczy i praw majątkowych określa się na podstawie przeciętnych cen stosowanych w danej miejscowości w obrocie rzeczami tego samego rodzaju i gatunku z uwzględnieniem ich stanu i stopnia zużycia oraz w obrocie prawami majątkowymi tego samego rodzaju z dnia powstania obowiązku podatkowego.”
Podobne określenie wartości rynkowej są zawarte w ustawie z 26 lipca 1991 o podatku dochodowym od osób fizycznych i w ustawie z 15 lutego 1992 o podatku dochodowym od osób prawnych. Art. 19 ust. 2 ustawy o podatku dochodowym od osób fizycznych zawiera następującą definicję:
„Wartość rynkową nieruchomości i praw majątkowych oraz innych rzeczy określa się na podstawie przeciętnych cen stosowanych w danej miejscowości w obrocie rzeczami tego samego rodzaju i gatunku, z uwzględnieniem ich stanu i stopnia zużycia, oraz w obrocie prawami majątkowymi tego samego rodzaju, z dnia zawarcia umowy sprzedaży.”

## Definicja branżowa PFSRM
Według obowiązującego od 1 marca 2008 Krajowego Standardu Wyceny Podstawowej 1 (KSWP1): „Wartość rynkowa i wartość odtworzeniowa”, funkcjonującego w ramach Powszechnych Krajowych Zasad Wyceny (PKZW) Polskiej Federacji Stowarzyszeń Rzeczoznawców Majątkowych (PFSRM),
Wartość rynkową nieruchomości stanowi jej najbardziej prawdopodobna cena, możliwa do uzyskania na rynku w dniu wyceny, przy przyjęciu następujących założeń:
- strony umowy są od siebie niezależne, nie działają w sytuacji przymusowej oraz mają stanowczy zamiar zawarcia umowy,
- upłynął czas niezbędny do wyeksponowania nieruchomości na rynku i do wynegocjowania warunków umowy.

Obowiązujący przed rokiem 2008 standard III.1 „Wartość rynkowa jako podstawa wyceny” funkcjonujący w ramach „Standardów zawodowych rzeczoznawców majątkowych” (PFSRM) wyd. 8 poszerzone określał, iż:
„Wartość rynkową nieruchomości stanowi najbardziej prawdopodobną jej cenę możliwą do uzyskania na rynku przy przyjęciu następujących założeń:
1. strony umowy są od siebie niezależne i działają w sposób racjonalny, nie kierując się szczególnymi motywami,
2. mają stanowczy zamiar zawarcia umowy,
3. są świadome współistniejących okoliczności mających wpływ na wartość nieruchomości,
4. nie działają w sytuacji przymusowej,
5. upłynął okres niezbędnego wyeksponowania nieruchomości na rynku, przy zastosowaniu odpowiedniej reklamy, oraz czas potrzebny do wynegocjowania warunków umowy, biorąc pod uwagę charakter nieruchomości i stan rynku.”